# كارل غوستاف فليشر
كارل غوستاف فليشر (بالنرويجية البوكمول: Carl Gustav Fleischer)‏ هو عسكري نرويجي، ولد في 28 ديسمبر 1883 في Bjørnør Municipality ‏ في النرويج، وتوفي في 19 ديسمبر 1942 في واشنطن العاصمة في الولايات المتحدة.